# Edmundo González Urrutia
Edmundo González Urrutia (La Victoria, 29 de agosto de 1949) é um político, diplomata e analista político venezuelano. Alega ser o presidente eleito da Venezuela pela Plataforma Unitária (PUD), com 67% dos votos (7.173.152) na eleição presidencial de 2024. Esse resultado é baseado em 81,85% das atas apuradas e coletadas dos centros de votação, a qual a oposição recolheu. Também, foi embaixador da Venezuela na Argentina e na Argélia.

## Início da vida e educação
Edmundo González Urrutia nasceu em La Victoria, Aragua, em 29 de agosto de 1949. Formou-se em estudos internacionais pela Universidade Central da Venezuela e obteve um mestrado em relações internacionais pela American University em 1981.

## Carreira diplomática
González começou sua carreira diplomática trabalhando no Ministério das Relações Exteriores da Venezuela. Ele morou nos Estados Unidos em 1978, servindo como primeiro secretário do Embaixador da Venezuela nos Estados Unidos.
De 1991 a 1993, González atuou como embaixador da Venezuela na Argélia. Foi Diretor Geral de Política Internacional do Ministério das Relações Exteriores de 1994 a 1999. No final de fevereiro de 1999, González chegou à Argentina ao lado do recém-empossado presidente da Venezuela, Hugo Chávez, recebendo suas credenciais para atuar como embaixador. Enquanto esteve na Argentina, promoveu a entrada da Venezuela no Mercosul. Seu cargo de embaixador na Argentina terminou em 2002.

## Carreira política
De 2013 a 2015, González foi o representante internacional da aliança política da oposição venezuelana, a Mesa da Unidade Democrática (MUD).
Na década de 2020, ele se tornou o presidente da aliança política da oposição, a Plataforma Unitária, sucessora da MUD. Depois que o Conselho Nacional Eleitoral (CNE) declarou María Corina Machado - que venceu as primárias presidenciais da Plataforma Unitária em 2023 - inelegível para ocupar um cargo político na eleição presidencial venezuelana de 2024 e a candidata suplente de Machado, Corina Yoris, enfrentou complicações que a impediram de registrar sua candidatura, González foi inscrito como candidato presidencial da Plataforma Unitária. Em 26 de março de 2024, o CNE confirmou que González era candidato para a eleição presidencial de 2024.

### Eleição presidencial de 2024
Em contagens extraoficiais, Gonzáles teria sido eleito com cerca de 67% dos votos, derrotando Nicolás Maduro. Todavia, o resultado não foi reconhecido pela justiça eleitoral venezuelana, embora as atas oficiais não tenham sido divulgadas.
O governo do Peru reconheceu Edmundo como presidente eleito da Venezuela. O chefe da diplomacia dos Estados Unidos para o Hemisfério Ocidental, Brian Nichols, também declarou que González derrotou Maduro. Além disso, os governos de Argentina, Costa Rica, Equador, Panamá e Uruguai também reconheceram González Urrutia como presidente eleito da Venezuela.
O chefe da diplomacia dos Estados Unidos, Antony Blinken, afirmou que Edmundo González, venceu as contestadas eleições presidenciais da Venezuela. "Dada a esmagadora evidência, está claro para os Estados Unidos e, mais importante, para o povo venezuelano, que Edmundo González Urrutia ganhou a maioria dos votos nas eleições presidenciais da Venezuela em 28 de julho", disse Blinken em um comunicado.
No entanto, o Conselho Nacional Eleitoral (CNE) declarou Maduro reeleito com 51,20% dos votos, contra 44,2% de Edmundo, com 80% das urnas apuradas. Muitos países consideraram o resultado das eleições de Maduro como fraudulento.
Em 2 de setembro de 2024, a pedido do Ministério Público, o Tribunal Especial de Combate ao Terrorismo I de Caracas emitiu um mandado de prisão contra ele, entre outras coisas, sob a acusação de "usurpação de cargo, falsificação de documentos e ligações com financiadores do terrorismo". Desde então, González foi considerado escondido.
Em 8 de setembro de 2024, Edmundo González, que era alvo de um mandado de prisão solicitado pelo Ministério Público e aceito pela Justiça venezuelana, chegou à Espanha após ter seu pedido de asilo aceito pelo país europeu. No mesmo dia, ele declarou em um áudio que seguirá 'na luta' após a sua chegada na Espanha.
Em 12 de setembro de 2024, Edmundo González encontrou-se com o primeiro-ministro espanhol, Pedro Sánchez, que concedeu asilo político ao oposicionista.
Em 20 de novembro de 2024, tem sua vitória eleitoral reconhecida pela então primeira-ministra italiana, Giorgia Meloni.
Embora tenha havido grande reconhecimento internacional do resultado de sua vitória, Edmundo não foi empossado, já que o Tribunal Eleitoral da Venezuela reconheceu Nicolás Maduro. Urrutia não se autoproclamou como Guaidó, no entanto, alegou ''fraude descarada'' e buscou exílio no exterior.